# 熊前知加子
熊前 知加子（くままえ ちかこ、1974年4月11日 - ）は、日本の元女子バレーボール選手。

## 来歴
神奈川県川崎市出身。小学生3年生時にバレーを始める。松蔭高校時代には、春高バレーに出場した。
1993年、小田急ジュノーに入部。1998年ユニチカへ移籍。ユニチカ・東レでエースとして活躍したが、2003年に退部。故障の治療も兼ね1シーズン浪人状態となったが、2004年、小田急時代の恩師である一柳昇が監督を務めていたJTマーヴェラスに移籍した。
2005年2月20日、第11回Vリーグ・久光製薬スプリングス戦で、史上初のアタック2000得点を達成した（Vリーグ日本記録）。
Vリーグでは5度のベスト6を受賞（第6回～9回、第11回）している。
1997年、全日本代表に初選出されて以降、世界選手権（1998年、2002年）、ワールドカップ（1999年）、ワールドグランプリ（2001年、2002年）など数多くの大会に出場し活躍をした。
2006年11月末日を以て、JTを退団し現役引退。

## 所属チーム
- 松蔭高校
- 小田急ジュノー（1993-1998年）
- ユニチカフェニックス（1998-2000年）
- 東レアローズ（2000-2003年）
- JTマーヴェラス（2004-2006年）

## 球歴
- 全日本代表 - 1997-2003年、2005年
- 全日本代表としての主な国際大会出場歴 
  - 世界選手権 - 1998年、2002年
  - ワールドカップ - 1999年
  - グラチャン - 1997年、2001年
  - ワールドグランプリ - 1997年、1998年、1999年、2000年、2001年、2002年
  - アジア選手権 - 1997年、1999年、2001年、2003年

## 受賞歴
- 2000年 - 第6回Vリーグ 猛打賞、得点王、ベスト6
- 2001年 - 第7回Vリーグ 猛打賞、得点王、ベスト6
- 2002年 - 第8回Vリーグ 得点王、ベスト6
- 2002年 - 第51回黒鷲旗全日本選手権 黒鷲賞（最高殊勲選手）、ベスト6
- 2003年 - 第9回Vリーグ ベスト6
- 2005年 - 第11回Vリーグ ベスト6
- 2007年 - 2006/07プレミアリーグ Vリーグ栄誉賞、Vリーグ日本記録賞（最多得点）